# Тоді й лише тоді
У логіці й пов'язаних галузях, таких як математика та філософія, тоді й лише тоді — двоумовний логічний сполучник між твердженнями. Сполучник можна порівняти зі звичайною імплікацією («тільки якщо» те саме, що «якщо … тоді»), поєднаною зі своєю оберненою, звідси й назва (див. також еквіваленція). Істинність одного елемента з пов'язаних тверджень вимагає істинності іншого, тобто, або обидва — істинні, або обидва — хибні.
Часто вживається, зі спірною правильністю, альтернативи до «тоді й лише тоді» — Q необхідно й достатньо для P, P еквівалентне до Q (порівняйте з імплікацією).
У формулах математичної логіки, замість фрази вживають відповідні символи.

## Визначення
Таблиця істинності для p ↔ q така:
| p | q | p ↔ q |
| T | T | T     |
| T | F | F     |
| F | T | F     |
| F | F | T     |